# Вейр, Алиша
Алиша Вейр (ирл. Alisha Weir; род. 26 сентября 2009, Дублин, Ирландия) — ирландская певица, актриса и танцовщица. Известна своими ролями Матильды Вормвуд в фильме «Матильда» и Эбигейл в одноимённом хорроре 2024 года.

## Ранняя жизнь
Вейр родилась 26 сентября 2009 года в Дублине, Ирландия и росла в пригороде Южного Дублина, Ноклайн. Став постарше, Вейр отправилась в католическую школу Богоматери. У Вейр есть две старшие сестры.

## Карьера
Вейр дебютировала на сцене в 2017 году исполнив роль Иванки в мюзикле «Однажды», чуть позже, в этом же году исполнила роль лучшей подруги главной героини в мюзикле «Энни». Кинодебют состоялся в 2018 году в полнометражном фильме ужасов «Не выходи из дома», а также в этом же году актриса появилась в короткометражной драме «Выходной» также сыграла в постановке «Волшебник страны Оз» где исполнила роль манчкина. В 2019 году появилась в телесериале «Среди камней» исполнив второстепенную роль, а также появилась в мюзикле «Оливер!». В 2020 году дебютировала как актриса озвучивания в мультфильме «Упс! Приплыли…». В 2022 году присоединилась к главному актёрскому составу мультсериала «Феи Фии», а также исполнила роль Матильды Вормвуд в фэнтезийном музыкальном фильме «Матильда», за что была удостоена нескольких номинаций и премии «Дублинского кружка кинокритиков». В 2023 году исполнила второстепенную роль в фильме «Злобные маленькие письма». В 2024 году исполнила главную роль комедийном ужастике «Эбигейл», а также приняла участие в мультфильме «Как приручить бизона».

## Фильмография
| Год       |     | Русское название         | Оригинальное название          | Роль             |
| --------- | --- | ------------------------ | ------------------------------ | ---------------- |
| 2018      | ф   | Не выходи из дома        | Don't Leave Home               | Шивон Каллахан   |
| 2018      | кор | Выходной                 | Day Out                        | Рэйчел           |
| 2019      | с   | Среди камней             | Darklands                      | Лаура            |
| 2020      | мф  | Упс! Приплыли…           | Ooops! The Adventure Continues | Примула          |
| 2022      | ф   | Матильда                 | Matilda                        | Матильда Вормвуд |
| 2022—2023 | мс  | Феи Фии                  | Fia's Fairies                  | Фия              |
| 2023      | ф   | Злобные маленькие письма | Wicked Little Letters          | Нэнси Гудинг     |
| 2024      | ф   | Эбигейл                  | Abigail                        | Эбигейл          |
| 2024      | мф  | Как приручить бизона     | Buffalo Kids                   | Мэри             |
| 2025      | мф  | Зачарованное Королевство | The Land of Sometimes          | Элис             |

### Театральные постановки
| Год  | Название            | Роль    | Место проведения                    |
| ---- | ------------------- | ------- | ----------------------------------- |
| 2017 | Однажды             | Иванка  | Театр «Олимпия»                     |
| 2017 | Энни                | Молли   | Национальный концертный зал Дублина |
| 2018 | Волшебник страны Оз | Манчкин | Национальный концертный зал Дублина |
| 2019 | Оливер!             | Хор     | Национальный концертный зал Дублина |

## Награды и номинации
| Год  | Премия                                 | Категория                                          | Работа   | Результат | Примечания |
| ---- | -------------------------------------- | -------------------------------------------------- | -------- | --------- | ---------- |
| 2022 | Премия Дублинского кружка кинокритиков | Выдающийся актёр — Ирландия                        | Матильда | Победа    | [ 15 ]     |
| 2023 | Премия Лондонского кружка кинокритиков | Молодой британский или ирландский исполнитель года | Матильда | Номинация | [ 16 ]     |
| 2023 | Ирландская академия кино и телевидения | Главная актриса – Фильм                            | Матильда | Номинация | [ 17 ]     |
| 2023 | Премия «Молодой актёр»                 | Артист художественного кино                        | Матильда | Номинация | [ 18 ]     |
| 2024 | Fangoria Chainsaw Awards               | Лучшая второстепенная роль                         | Эбигейл  | Номинация | [ 19 ]     |
| 2025 | Премия «Выбор критиков»                | Лучший молодой исполнитель                         | Эбигейл  | Номинация | [ 20 ]     |
| 2025 | Премия «Сатурн»                        | Лучшая молодая актриса                             | Эбигейл  | Номинация | [ 21 ]     |